# Nggela

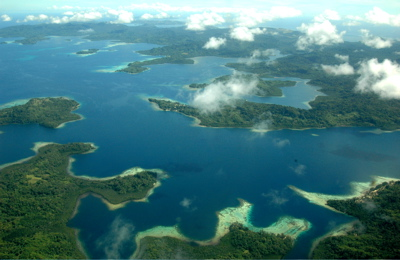
Wyspy Nggela z lotu ptaka

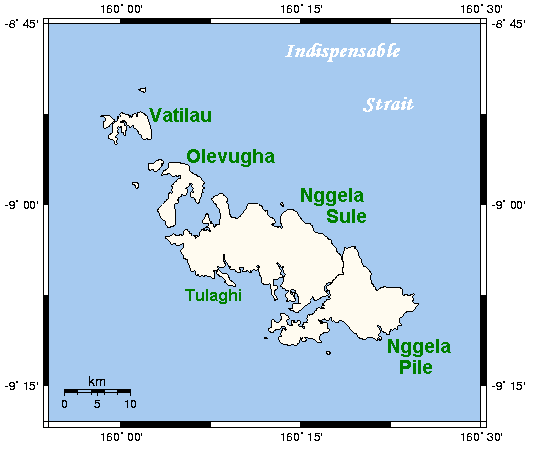
Mapa wysp Nggela

Nggela Islands, także Florida Islands – mała grupa wysp na Wyspach Salomona, w Prowincji Centralnej.
Łańcuch stworzony jest z dwóch głównych wysp – Nggela Sule na północy i Nggela Pile na południu, a także kilku mniejszych wysp w tym Tulagi, Gavutu i Tanambogo. Nazwa Florida Island jest czasem używana do określenia Nggela Sule.

## Historia
Odkrycie wysp datuje się na kwiecień 1568 roku. Odkryła je ekspedycja hiszpańskiego podróżnika Álvaro de Mendaña de Neyra. Odkryte zostały podczas lokalnej eksploracji, prowadzonej za pomocą małej łódki, którą dowodził Maestre de Campo Pedro de Ortega Valencia mającego Hernána Gallego jako pilota.